# Cyril Mango
Cyril Alexander Mango (n. 14 aprilie 1928, Constantinopol, Turcia – d. 8 februarie 2021, Oxford, Anglia, Regatul Unit) a fost un istoric britanic specializat în studiul artei și arhitecturii bizantine, ca și al istoriei Imperiului bizantin în general. A fost profesor de istorie a civilizației bizantine și postbizantine, ca și de limbă și literatură greacă modernă, la King's College din Londra și la Universitatea Oxford.

## Opera
- The Mosaics of St.Sophia at Istanbul, 1962.
- The Art of Byzantine Empire, 1972.
- Byzantine Architecture, 1976.
- Byzantium: The Empire of the New Rome, 1980.
- Byzantium and its Image: history and culture of the Byzantine Empire and its heritage, 1984.
- Le développement urbain de Constantinople (IVe - VIIe siècles), 1985.
- Studies on Constantinople, 1993.
- Hagia Sophia: A Vision for Empires, 1997.
- Chora: The Scroll of Heaven, 2000.